# Barbados javasolt világörökségi helyszínei
Barbados területéről eddig egy helyszín került fel a világörökségi listára, valamint két további helyszín a javaslati listán várakozik a felvételre.
| Név                     | Kép | Típus      | Kritérium   | Év   | Link |
| ----------------------- | --- | ---------- | ----------- | ---- | ---- |
| Skót-vidék              |     | természeti | -           | 2005 | 1993 |
| Barbados ipari öröksége |     | kulturális | II, III, IV | 2014 | 5942 |